# Super Bowl LVIII
Il Super Bowl LVIII è stata la 58ª edizione del Super Bowl, la finale del campionato della National Football League, giocatasi l'11 febbraio 2024, per decretare il campione della stagione 2023. Una rivincita del Super Bowl LIV, nella gara si sono sfidati i campioni della National Football Conference (NFC), i San Francisco 49ers, e quelli dell'American Football Conference (AFC) e campioni in carica, i Kansas City Chiefs.
L'incontro è stato vinto, come l'anno precedente, dai Kansas City Chiefs, al loro quarto Super Bowl e secondo consecutivo, con il punteggio di 25-22. La gara si è conclusa, per la seconda volta nella storia della competizione dopo l'edizione LI, ai tempi supplementari. Prima dei Chiefs, gli ultimi a vincere due Super Bowl consecutivamente erano stati i New England Patriots (vincitori di Super Bowl XXXVIII e Super Bowl XXXIX). Miglior giocatore dell'incontro è stato premiato il quarterback Patrick Mahomes che ha completato 34 passaggi su 46 tentativi per 333 yard, 2 touchdown e un intercetto subito. Per lui è il terzo riconoscimento come migliore giocatore della finalissima, eguagliando al secondo posto Joe Montana, quarterback dei San Francisco 49ers. Inoltre è il primo giocatore da Terry Bradshaw (Super Bowl XIII e Super Bowl XIV) a vincere il premio di MVP in due edizioni consecutive.
Questo è stato il primo Super Bowl a tenersi in Nevada. È stata la terza volta consecutiva in cui l'evento sia stato ospitato da città degli Stati Uniti occidentali dopo Inglewood nel 2022 e Glendale nel 2023. La gara è stata trasmessa in diretta da CBS, in streaming su Paramount+, su Nickelodeon con commento orientato a un pubblico giovanile e, per la prima volta, in lingua spagnola su Univision. È stata anche la seconda edizione in simulcast nella storia del Super Bowl dopo il Super Bowl I. In Italia è stata trasmessa su Italia 1, in streaming simulcast su Mediaset Infinity e sulla piattaforma streaming a pagamento DAZN.
Questa è stata la prima edizione dal Super Bowl LV a vedere la presenza dei campioni in carica, che erano anche in quell'occasione i Chiefs. Il Super Bowl LVIII è stato il programma più visto nella storia della televisione americana, con un totale di 123,4 milioni di spettatori medi su tutte le piattaforme, superando il record di 115,1 milioni di spettatori stabilito da Super Bowl LVII dell'anno precedente.

## Processo di selezione dello stadio
Il 23 maggio 2018, la lega inizialmente scelse New Orleans come sede del Super Bowl LVIII.
Nel marzo 2020, la lega e la National Football League Players Association hanno deciso di espandere la stagione regolare da 16 a 17 partite a partire dal 2021, spostando così la data del Super Bowl all'11 febbraio 2024, in un periodo in cui si festeggia il Carnevale di New Orleans. La lega, in seguito a ciò, il 14 ottobre 2020 annunciò che New Orleans avrebbe ospitato il Super Bowl LIX anziché il Super Bowl LVIII.
Il 15 dicembre 2021, Las Vegas fu scelta per ospitare questa edizione.

## Squadre

### San Francisco 49ers
I San Francisco 49ers conclusero la stagione 2023 con un record di 12–5 e la prima testa di serie nel tabellone della NFC. I 49ers batterono i Green Bay Packers nel divisional round e i Detroit Lions nella finale della NFC. Lì si erano trovati in svantaggio per 24–7 alla fine del primo tempo ma in seguito segnarono 27 punti consecutivi nel secondo e batterono i Lions per 34–31. Il Super Bowl LVIII è stata la loro ottava partecipazione al Super Bowl e la prima dal Super Bowl LIV, dove erano stati battuti da Kansas City per 31–20. La squadra ha vinto in precedenza i Super Bowl XVI, XIX, XXIII, XXIV e XXIX. In caso di vittoria, sarebbero diventati la prima formazione della NFC a conquistare sei Super Bowl, pareggiando il primato dei Pittsburgh Steelers e dei New England Patriots. Il Super Bowl LVIII è stata la prima apparizione dei 49ers sotto la guida del quarterback Brock Purdy, che era stato scelto come ultimo assoluto nel Draft NFL 2022.
Nella sua prima stagione completa da titolare, Purdy fu selezionato per il Pro Bowl, lanciando per 4.280 yard, 31 touchdown e 11 intercetti, e finendo con un passer rating di 113,0, il più alto nella lega. L'attacco vide la presenza del running back Christian McCaffrey, selezionato nel First-team All-Pro e primo nella lega per yard totali guadagnate (2.023) e touchdown (21). La batteria di ricevitori fu guidata da Brandon Aiyuk, George Kittle e Deebo Samuel, i quali superarono tutti le 1.000 yard dalla linea di scrimmage.. I 49ers stabilirono un record nell'avere quattro giocatori con oltre 1.000 yard totali guadagnate L'attacco dei 49ers terminò al secondo posto in yard totali guadagnate per partita con 398,4 (quarti in yard passate a partita con 257,9 e terzi in yard corse a partita con 140,5). La linea offensiva era guidata dal tackle sinistro Trent Williams, il quale fu selezionato per la terza volta nel First-team All-Pro e ottenne per l'undicesima volta la convocazione al Pro Bowl.
In difesa, i 49ers si piazzarono al terzo posto in punti subiti a partita, con 17,5, e al primo posto per numero di intercetti (22, a pari merito con i Chicago Bears).. La linea difensiva di San Francisco era composta dal defensive end Nick Bosa, che guidò la squadra con 10,5 sack, insieme ai defensive tackle Javon Hargrave (sette sack) e Arik Armstead (cinque sack). Il linebacker Fred Warner, nominato All-Pro, guidò la squadra con 132 tackle totali, quattro intercetti, quattro fumble forzati e 2,5 sack. La secondaria è stata guidata dai cornerback Charvarius Ward (cinque intercetti e 72 tackle) e Deommodore Lenoir (tre intercetti, 84 tackle).

### Kansas City Chiefs
Kansas City iniziò la stagione 2023 come campione del Super Bowl in carica dopo la vittoria del Super Bowl LVII e chiuse la stagione regolare con un record 11–6, la loro undicesima stagione consecutiva con un record vincente sotto la direzione del capo-allenatore Andy Reid. I Chiefs si qualificarono per la finalissima dopo avere battuto i Miami Dolphins nel turno delle wild card, i Buffalo Bills nel divisional round e i Baltimore Ravens testa di serie numero uno nella finale della AFC. La strada verso il Super Bowl della squadra vide la prima gara di sempre in trasferta nei playoff per il quarterback Patrick Mahomes nel divisional round. Kansas City con la vittoria si qualificò alla sesta finale di conference consecutiva.
Il Super Bowl LVIII è stata la sesta apparizione dei Chiefs al Super Bowl, la quarta nelle ultime cinque stagioni, la quarta sotto la guida del quarterback Patrick Mahomes. I Chiefs, già vincitori Super Bowl IV, LIV e LVII, sono riusciti a riconquistare il Super Bowl da detentori vent'anni dopo i New England Patriots nel 2003-2004.
Alla sua sesta stagione da titolare, Mahomes ebbe la sua peggiore stagione a livello statistico in diverse categorie, tra cui yard per tentativo (7,0), yard passate a partita (261,4), intercetti subiti (14) e passer rating (92,6) . I suoi ricevitori faticarono in diversi momenti della stagione e alla settimana 18 i Chiefs erano in testa alla classifica dei passaggi lasciatisi sfuggire. Nonostante ciò, Mahomes stabilì un massimo in carriera per quanto riguarda la percentuale di completamento dei passaggi con il 67,2%, lanciando 27 touchdown. Travis Kelce guidò i Chiefs in yard ricevute per la quarta volta in cinque stagioni, ma terminò con meno di 1.000 yard ricevute per la prima volta dal 2015. Il ricevitore esordiente Rashee Rice guidò i ricevitori dei Chiefs con 938 yard e sette touchdown, mentre il running back al secondo anno Isiah Pacheco corse 935 yard e sette touchdown . La linea offensiva vide due selezioni al Pro Bowl: la guardia Joe Thuney e il centro Creed Humphrey.
La linea difensiva dei Chiefs era composta dal defensive tackle Chris Jones, che guidò la squadra con 10,5 sack, e dal defensive end George Karlaftis (10,5 sack). La secondaria era guidata dai cornerback L'Jarius Sneed (due intercetti, 78 tackle, 14 passaggi deviati) e Trent McDuffie (80 tackle, 5 fumble forzati, 3 sack), insieme alla safety Justin Reid (95 tackle, 1 intercetto, 3 sack).

## Intrattenimento

### Inno nazionale
La cantante di musica country Reba McEntire cantò l'inno nazionale degli Stati Uniti, insieme all'attore Daniel Durant che fece lo stesso in lingua dei segni americana (ASL).

### Halftime Show
Il 24 settembre 2023 venne annunciato che il cantante R&B e pop Usher sarebbe stato il protagonista dell'halftime show. Usher si esibì alla presenza di oltre 61.000 persone.

## Tabellino
San Francisco 49ers - Kansas City Chiefs — Riassunto
|                           | 1 | 2  | 3  | 4 | OT | Totale |
| ------------------------- | - | -- | -- | - | -- | ------ |
| San Francisco 49ers (NFC) | 0 | 10 | 0  | 9 | 3  | 22     |
| Kansas City Chiefs (AFC)  | 0 | 3  | 10 | 6 | 6  | 25     |

all' Allegiant Stadium, Paradise, Nevada
- Data: 11 febbraio, 2024
- Ora: 6:30 p.m. EST/3:30 p.m. PST
- Tempo atmosferico: soleggiato, 12,2 °C (54 °F) (partita giocata con tetto retrattile chiuso)
- Pubblico: 61.629
- Arbitro: Bill Vinovich (52)
- Commentatori televisivi (CBS): 
  - Cronaca: Jim Nantz
  - Commento tecnico: Tony Romo
  - Cronisti dal campo: Tracy Wolfson, Ewan Washburn
  - Commento sulle decisioni arbitrali: Gene Steratore
- Sintesi, Referto

| \| Quarto \| Tempo \| Drive \| Drive \| Drive \| Squadra \| Informazioni \| Punteggio \| Punteggio \| \| Quarto \| Tempo \| Giocate \| Yard \| TOP \| Squadra \| Informazioni \| SF \| KC \| \| -------------------------- \| -------------------------- \| -------------------------- \| -------------------------- \| -------------------------- \| -------------------------- \| ------------------------------------------------------------------------------------------------------------------------ \| --------- \| --------- \| \| 2 \| 14:48 \| 10 \| 46 \| 4:05 \| SF \| field goal da 55 yard di Jake Moody \| 3 \| 0 \| \| 2 \| 4:23 \| 8 \| 67 \| 3:26 \| SF \| touchdown di Christian McCaffrey su passaggio da 21 yard di Jauan Jennings, extra point segnato da Jake Moody \| 10 \| 0 \| \| 2 \| 0:20 \| 13 \| 65 \| 4:03 \| KC \| field goal da 28 yard di Harrison Butker \| 10 \| 3 \| \| 3 \| 5:01 \| 9 \| 47 \| 4:01 \| KC \| field goal da 57 yard di Harrison Butker \| 10 \| 6 \| \| 3 \| 2:28 \| 1 \| 16 \| 0:04 \| KC \| touchdown di Marquez Valdes-Scantling su passaggio da 16 yard di Patrick Mahomes, extra point segnato da Harrison Butker \| 10 \| 13 \| \| 4 \| 11:22 \| 12 \| 75 \| 6:06 \| SF \| touchdown di Jauan Jennings su passaggio da 10 yard di Brock Purdy, extra point fallito da Jake Moody \| 16 \| 13 \| \| 4 \| 5:46 \| 12 \| 69 \| 5:36 \| KC \| field goal da 24 yard di Harrison Butker \| 16 \| 16 \| \| 4 \| 1:53 \| 7 \| 40 \| 3:53 \| SF \| field goal da 53 yard di Jake Moody \| 19 \| 16 \| \| 4 \| 0:03 \| 11 \| 64 \| 1:50 \| KC \| field goal da 29 yard di Harrison Butker \| 19 \| 19 \| \| OT \| 7:22 \| 13 \| 66 \| 7:38 \| SF \| field goal da 27 yard di Jake Moody \| 22 \| 19 \| \| OT \| 0:03 \| 13 \| 75 \| 7:19 \| KC \| touchdown di Mecole Hardman su passaggio da 3 yard di Patrick Mahomes \| 22 \| 25 \| \| "TOP" = tempo di possesso. \| "TOP" = tempo di possesso. \| "TOP" = tempo di possesso. \| "TOP" = tempo di possesso. \| "TOP" = tempo di possesso. \| "TOP" = tempo di possesso. \| "TOP" = tempo di possesso. \| 22 \| 25 \| |                            |                            |                            |                            |                            | |           |           |
| Quarto | Tempo                      | Drive                      | Drive                      | Drive                      | Squadra                    | Informazioni | Punteggio | Punteggio |
| Quarto | Tempo                      | Giocate                    | Yard                       | TOP                        | Squadra                    | Informazioni | SF        | KC        |
| 2 | 14:48                      | 10                         | 46                         | 4:05                       | SF                         | field goal da 55 yard di Jake Moody                                                                                      | 3         | 0         |
| 2 | 4:23                       | 8                          | 67                         | 3:26                       | SF                         | touchdown di Christian McCaffrey su passaggio da 21 yard di Jauan Jennings, extra point segnato da Jake Moody            | 10        | 0         |
| 2 | 0:20                       | 13                         | 65                         | 4:03                       | KC                         | field goal da 28 yard di Harrison Butker                                                                                 | 10        | 3         |
| 3 | 5:01                       | 9                          | 47                         | 4:01                       | KC                         | field goal da 57 yard di Harrison Butker                                                                                 | 10        | 6         |
| 3 | 2:28                       | 1                          | 16                         | 0:04                       | KC                         | touchdown di Marquez Valdes-Scantling su passaggio da 16 yard di Patrick Mahomes, extra point segnato da Harrison Butker | 10        | 13        |
| 4 | 11:22                      | 12                         | 75                         | 6:06                       | SF                         | touchdown di Jauan Jennings su passaggio da 10 yard di Brock Purdy, extra point fallito da Jake Moody                    | 16        | 13        |
| 4 | 5:46                       | 12                         | 69                         | 5:36                       | KC                         | field goal da 24 yard di Harrison Butker                                                                                 | 16        | 16        |
| 4 | 1:53                       | 7                          | 40                         | 3:53                       | SF                         | field goal da 53 yard di Jake Moody                                                                                      | 19        | 16        |
| 4 | 0:03                       | 11                         | 64                         | 1:50                       | KC                         | field goal da 29 yard di Harrison Butker                                                                                 | 19        | 19        |
| OT | 7:22                       | 13                         | 66                         | 7:38                       | SF                         | field goal da 27 yard di Jake Moody                                                                                      | 22        | 19        |
| OT | 0:03                       | 13                         | 75                         | 7:19                       | KC                         | touchdown di Mecole Hardman su passaggio da 3 yard di Patrick Mahomes                                                    | 22        | 25        |
| "TOP" = tempo di possesso. | "TOP" = tempo di possesso. | "TOP" = tempo di possesso. | "TOP" = tempo di possesso. | "TOP" = tempo di possesso. | "TOP" = tempo di possesso. | "TOP" = tempo di possesso.                                                                                               | 22        | 25        |

### Statistiche individuali
| 49ers passaggi      |        |     |    |     |         |
|                     | C/ATT1 | Yds | TD | INT | Rating  |
| Brock Purdy         | 23/38  | 255 | 1  | 0   | 89,3    |
| Jauan Jennings      | 1/1    | 21  | 1  | 0   | 158,3   |
| 49ers corse         |        |     |    |     |         |
|                     | Car2   | Yds | TD | Lg3 | Yds/Car |
| Christian McCaffrey | 22     | 80  | 0  | 11  | 3,6     |
| Brock Purdy         | 3      | 12  | 0  | 9   | 4,0     |
| Elijah Mitchell     | 2      | 8   | 0  | 7   | 4,0     |
| Deebo Samuel        | 3      | 8   | 0  | 9   | 2,7     |
| Kyle Juszczyk       | 1      | 2   | 0  | 2   | 2,0     |
| 49ers ricezioni     |        |     |    |     |         |
|                     | Rec4   | Yds | TD | Lg3 | Target5 |
| Christian McCaffrey | 8      | 80  | 1  | 24  | 8       |
| Brandon Aiyuk       | 3      | 49  | 0  | 20  | 6       |
| Jauan Jennings      | 4      | 42  | 1  | 23  | 5       |
| Kyle Juszczyk       | 2      | 31  | 0  | 18  | 2       |
| Ray-Ray McCloud     | 1      | 19  | 0  | 19  | 1       |
| Chris Conley        | 1      | 18  | 0  | 18  | 1       |
| George Kittle       | 2      | 4   | 0  | 4   | 3       |

| Chiefs passaggi          |        |     |    |     |         |
|                          | C/ATT1 | Yds | TD | INT | Rating  |
| Patrick Mahomes          | 34/46  | 333 | 2  | 1   | 99,3    |
| Chiefs corse             |        |     |    |     |         |
|                          | Car2   | Yds | TD | Lg3 | Yds/Car |
| Patrick Mahomes          | 9      | 66  | 0  | 22  | 7,3     |
| Isiah Pacheco            | 18     | 59  | 0  | 10  | 3,3     |
| Rashee Rice              | 2      | 5   | 0  | 3   | 2,5     |
| Clyde Edwards-Helaire    | 1      | 0   | 0  | 0   | 0,0     |
| Chiefs ricezioni         |        |     |    |     |         |
|                          | Rec4   | Yds | TD | Lg3 | Target5 |
| Travis Kelce             | 9      | 93  | 0  | 22  | 10      |
| Mecole Hardman           | 3      | 57  | 1  | 52  | 3       |
| Justin Watson            | 3      | 54  | 0  | 25  | 5       |
| Rashee Rice              | 6      | 39  | 0  | 13  | 8       |
| Isiah Pacheco            | 6      | 33  | 0  | 8   | 6       |
| Noah Gray                | 2      | 22  | 0  | 12  | 2       |
| Marquez Valdes-Scantling | 3      | 20  | 1  | 16  | 5       |
| Jerick McKinnon          | 2      | 15  | 0  | 8   | 2       |
| Richie James             | 0      | 0   | 0  | 0   | 1       |

1Completati/tentati
2Portate
3Giocata più lunga
4Ricezioni
5Destinatario dei passaggi

## Statistiche finali
| Statistica                  | San Francisco 49ers | Kansas City Chiefs |
| --------------------------- | ------------------- | ------------------ |
| Primi down                  | 23                  | 24                 |
| Primi down su corsa         | 5                   | 9                  |
| Primi down su passaggio     | 15                  | 15                 |
| Primi down su penalità      | 3                   | 0                  |
| Efficienza sui terzi down   | 4–12                | 9-19               |
| Efficienza sui quarti down  | 1-1                 | 1-1                |
| Totale yard nette           | 382                 | 455                |
| Yard nette su corsa         | 110                 | 130                |
| Corse tentate               | 31                  | 30                 |
| Yard per corsa              | 3,5                 | 4,3                |
| Yard passate                | 272                 | 325                |
| Passaggi completati/tentati | 24/39               | 34/46              |
| Sack subiti-yard perse      | 1-4                 | 3-8                |
| Intercetti subiti           | 0                   | 1                  |
| Ritorni di punt-yard        | 2–0                 | 4-12               |
| Ritorni di kickoff-yard     | 0–0                 | 0-0                |
| Intercetti-yard ritornate   | 1–0                 | 0–0                |
| Punt-yard medie             | 5–50,8              | 5–50,8             |
| Fumble-persi                | 2-2                 | 5–1                |
| Penalità-yard               | 6–40                | 6–55               |
| Tempo di possesso           | 38:31               | 36:26              |
| Palle perse                 | 2                   | 2                  |

| (Tutti i record si riferiscono al Super Bowl)            | (Tutti i record si riferiscono al Super Bowl) | (Tutti i record si riferiscono al Super Bowl)                                                        |
| -------------------------------------------------------- | --------------------------------------------- | --- |
| Partita più lunga                                        | 1 ora, 14 minuti e 57 secondi                 | |
| Field goal segnato più lungo                             | 57 yard                                       | Harrison Butker (Kansas City Chiefs)                                                                 |
| Maggior numero di field goal realizzati                  | 7                                             | Kansas City Chiefs (4), San Francisco 49ers (3)                                                      |
| Minor numero di ritorni di kickoff                       | 0                                             | |
| Maggior numero di field goal realizzati da 50 yard o più | 2                                             | Jake Moody (San Francisco 49ers)                                                                     |
| Media di punting più elevata                             | 50,8                                          | Tommy Townsend (Kansas City Chiefs) (5-254 yard) Mitch Wishnowsky (San Francisco 49ers) (5-254 yard) |
| Maggior numero di punti segnati nei tempi supplementari  | 9                                             | San Francisco 49ers (3) Kansas City Chiefs (6)                                                       |

| (Tutti i record si riferiscono al Super Bowl)                                      | (Tutti i record si riferiscono al Super Bowl) | (Tutti i record si riferiscono al Super Bowl)   |
| ---------------------------------------------------------------------------------- | --------------------------------------------- | ----------------------------------------------- |
| Maggior numero di partite del Super Bowl con passaggio e ricezione di un touchdown | 1                                             | Jauan Jennings (San Francisco 49ers)            |
| Maggior numero di field goal realizzati da un giocatore                            | 4                                             | Harrison Butker (Kansas City Chiefs)            |
| Vittorie consecutive del Super Bowl da una squadra                                 | 2                                             | Kansas City Chiefs                              |
| Maggior numero di punti segnati da una squadra nei tempi supplementari             | 6                                             | Kansas City Chiefs                              |
| Maggior numero di field goal segnati da una squadra                                | 4                                             | Kansas City Chiefs                              |
| Maggior numero di field goal tentati                                               | 7                                             | Kansas City Chiefs (4), San Francisco 49ers (3) |
| Minor numero di touchdown su corsa                                                 | 0                                             |                                                 |

## Formazioni titolari
| San Francisco 49ers | Ruolo   | Ruolo   | Kansas City Chiefs       |
| Attacco             | Attacco | Attacco | Attacco                  |
| ------------------- | ------- | ------- | ------------------------ |
| George Kittle       | TE      | TE      | Travis Kelce             |
| Kyle Juszczyk       | FB      | TE      | Noah Gray                |
| Trent Williams      | LT      | LT      | Donovan Smith            |
| Aaron Banks         | LG      | LG      | Nick Allegretti          |
| Jake Brendel        | C       | C       | Creed Humphrey           |
| Jon Feliciano       | RG      | RG      | Trey Smith               |
| Colton McKivitz     | RT      | RT      | Jawaan Taylor            |
| Deebo Samuel        | WR      | WR      | Marquez Valdes-Scantling |
| Brandon Aiyuk       | WR      | WR      | Rashee Rice              |
| Brock Purdy         | QB      | QB      | Patrick Mahomes          |
| Christian McCaffrey | RB      | RB      | Isiah Pacheco            |
| Difesa              |         |         |                          |
| Arik Armstead       | DT      | DT      | Chris Jones              |
| Javon Hargrave      | DT      | DT      | Mike Pennel              |
| Nick Bosa           | DE      | DE      | Mike Danna               |
| Chase Young         | DE      | DE      | George Karlaftis         |
| Dre Greenlaw        | LB      | LB      | Nick Bolton              |
| Fred Warner         | LB      | LB      | Leo Chenal               |
| Oren Burks          | LB      | LB      | Willie Gay               |
| Charvarius Ward     | CB      | CB      | Trent McDuffie           |
| Deommodore Lenoir   | CB      | CB      | L'Jarius Sneed           |
| Ji'Ayir Brown       | S       | S       | Justin Reid              |
| Tashaun Gipson      | S       | S       | Mike Edwards             |
| Special Team        |         |         |                          |
| Jake Moody          | K       | K       | Harrison Butker          |
| Mitch Wishnowsky    | P       | P       | Tommy Townsend           |

## Arbitri
Il Super Bowl LVIII ha avuto sette arbitri. Era previsto un arbitro di riserva assegnato per ogni posizione in campo e l'arbitro dei replay. I numeri tra parentesi sotto indicano i loro numeri uniformi.
- Arbitro: Bill Vinovich (52)
- Umpire: Terry Killens (77)
- Arbitro: Mark Perlman (9)
- Giudice di linea: Jeff Bergman (32)
- Giudice di campo: Tom Hill (97)
- Giudice laterale: Allen Baynes (56)
- Arbitro: Brad Freeman (88)
- Replay ufficiale: Mike Chase
- Assistente alla riproduzione: Jack Persampire